# زردپی چهارسر
در بدن انسان، زردپی چهارسر (به انگلیسی: Quadriceps tendon) با ماهیچه چهارسر ران همکاری می‌کند تا بازشدن پا انجام شود.
ماهیچه چهارسر ران که در جلوی استخوان ران قرار گرفته، از طریق زردپی (تاندون) چهارسر به بالای کشکک متصل است. این زردپی کشکک را می‌پوشاند و در حالی که به سمت پایین می‌آید به شکل طناب درآمده و زردپی کشکک (تاندون پاتلا) را تشکیل می‌دهد، به این ترتیب ماهیچه بزرگ چهارسر ران به زانو متصل می‌شود.

## التهاب زردپی چهارسر
التهاب زردپی (تاندونیت) چهارسر ران یا التهاب زردپی زانو در میان ورزشکاران و افرادی که بسیار فعالند، شایع است. این وضعیت در کسانی ایجاد می‌شود که درگیر فعالیت‌هایی هستند که بر زانوها و پاهایشان فشار مضاعف وارد می‌کند. استفاده بیش از حد از ساختارهای زانو، تاندون و عضله چهارسر ران را به سمت کشیدگی، تحریک یا آسیب می‌برد. این باعث ایجاد درد، ضعف و تورم مفصل زانو می‌شود.